# Bizenghast
A Bizenghast egy amerimangasorozat, melynek írója és rajzolója M. Alice LeGrow. A sorozat 2005 és 2012 között a Tokyopop kiadásában jelent meg Észak-Amerikában. 
A Bizenghast cselekményének főszereplője Dinah és egyetlen barátja Vincent, akik a sorozat címét is adó Bizenghast nevű városkában élnek. Dinah fiatal korában veszítette el szüleit egy autóbalesetben, és azóta nagynénjével él. A lány pszichológiai kezelés alatt áll a baleset utóhatásai miatt, és mert állítása szerint kísértetek zaklatják. Ezt senki sem hisz el neki, ám egy nap Dinah elmegy Vincenttel sétálni, és az erdőben rátalálnak a város, úgymond „2-es számú temetőjére” vagyis ahogy az ott lévő szellemek nevezik, az elsüllyedt mauzóleumra. Ott Dinah véletlen szerződést köt a mauzóleummal, amelyben az áll, hogy a mauzóleum birtokba veszi a testét és a lelkét amíg a mauzóleum kriptáit el nem hagyták a fogoly szellemek, vagy amíg a szerződést kötött ember hirtelen halála be nem következik. 
Dinah először nem fogadja el a történteket, de ott egy Bali-lali nevű szellem felvilágosítja, hogy ahhoz hogy a szerződést megtörje a szobrokon lévő rejtvényeken keresztül lejutnak egy-egy kriptába, ahol egy-egy szellem alszik. Nem szabad bántani őket, viszont fel kell ébreszteni őket, mert valamiért nem tudtak tovább lépni. „Az élet tele van fájdalommal, és ez olykor a halál után is velünk van. Egy szellem mást sem álmodik, csak hideg, könyörtelen realitást.” Minden éjszaka el kell jönniük és kiengedni őket mind a negyven kriptából, de minden éjszaka csak úgy léphetnek be, ha aranyat adnak a mauzóleum öreg szobrának, ám ha kifogynak az aranyból, a dolog rosszul is elsülhet. Minden tíz kripta után kapnak egy segítőt: Edanielt, a bátyját, Edreart és a két lánytestvérüket. Igen ám, csakhogy a feladványok egyre nehezebbek lesznek...

## Megjelenések Magyarországon
- 1. kötet megjelenés: 2007. április 13.
- 2. kötet megjelenés: 2007. október 6.
- 3. kötet megjelenés: 2008. február 1.
- 4. kötet megjelenés: 2008. szeptember 27.
- 5. kötet megjelenés: 2009. február 21.

A Mangattack kiadó 2010-ben megszűnt, így a folytatás kiadása nem várható. 